# تپه چغا خاکی
تپه چغا خاکی مربوط به دوران پیش از تاریخ ایران باستان است و در شهرستان چرداول، جاده روستای صیدنظری به امامزاده واقع شده و این اثر در تاریخ ۹ اردیبهشت ۱۳۸۲ با شمارهٔ ثبت ۸۴۸۴ به‌عنوان یکی از آثار ملی ایران به ثبت رسیده است.